# The Wine Group
The Wine Group est une entreprise productrice de vin basée à Livermore en Californie. Elle est fondée en 1981. Elle serait la troisième plus grande entreprise fabricante ou distributrice de vin dans le monde en 2006 et en 2008.
Elle est en 2012, le deuxième plus fabricant de vin des États-Unis en volume.